# 梵净山类芦
梵净山类芦（学名：Neyraudia fanjingshanensis）为禾本科类芦属下的一个种。其种加词“fanjingshanensis”意为“贵州梵净山的”。
现接受名为类芦（Neyraudia reynaudiana (Kunth) Keng ex Hitchc.)。